# Parafia św. Urszuli Ledóchowskiej w Łodzi
Parafia pw. Świętej Urszuli Ledóchowskiej w Łodzi – parafia rzymskokatolicka znajdująca się w archidiecezji łódzkiej w dekanacie Łódź-Śródmieście.

## Historia
Erygowana w 1980 roku. Mieści się przy ulicy Obywatelskiej. Kościół parafialny wybudowany w latach 1931–1933.

## Proboszczowie
- ks. Adam Lepa (1980–1982)[2]
- ks. Ryszard Chojecki (1982–1995)[2]
- ks. Wiesław Dura (1995–2008)[2]
- ks. Jarosław Kaliński (2008-2011)[2]
- ks. Ryszard Szmist (2011–2014)[2]
- ks. Piotr Kosmala (2014– )[2]